# Eisenbahnunfall von Hustopeče nad Bečvou
| \| \| \| von Hranice na Moravě \| \| \| \| 15,379 \| Hustopeče nad Bečvou \| Hustopeče nad Bečvou \| \| \| 15,966 \| Unfallort \| Unfallort \| \| \| \| Mřenka \| \| \| \| 20,838 \| Lhotka nad Bečvou \| Lhotka nad Bečvou \| \| \| \| Gleisanschluss DEZA Valašské Meziříčí \| \| \| \| \| nach Vsetín \| \| |        |                                       |                                       |
| Strecke |        | von Hranice na Moravě                 | von Hranice na Moravě                 |
| Bahnhof | 15,379 | Hustopeče nad Bečvou                  | Hustopeče nad Bečvou                  |
| | 15,966 | Unfallort                             | Unfallort                             |
| Brücke über Wasserlauf |        | Mřenka                                | Mřenka                                |
| Bahnhof | 20,838 | Lhotka nad Bečvou                     | Lhotka nad Bečvou                     |
| Abzweig geradeaus und nach links |        | Gleisanschluss DEZA Valašské Meziříčí | Gleisanschluss DEZA Valašské Meziříčí |
| Strecke |        | nach Vsetín                           | nach Vsetín                           |

Der Eisenbahnunfall von Hustopeče nad Bečvou war die Entgleisung eines mit Benzol beladenen Güterzuges im Bahnhof Hustopeče nad Bečvou am 28. Februar 2025. 15 der 17 Wagen des Zuges wurden beschädigt und brannten aus. Auslaufendes Benzol drang zudem ins Grundwasser ein.
Bezüglich der Umweltauswirkungen wird der Unfall als einer der bislang schwersten in Tschechien bewertet.

## Ausgangslage
Die Bahnstrecke Hranice na Moravě–Vsetín ist eine zweigleisige Hauptbahn. Der Bahnhof Hustopeče nad Bečvou liegt außerhalb geschlossener Bebauung etwa 500 Meter südlich des namensgebenden Ortes. Seit 2018 finden umfangreiche Erneuerungsarbeiten an der Strecke statt. Zwischen Hustopeče nad Bečvou und Valašské Meziříčí ist der Neubau von Gleisen und  Oberleitung bereits abgeschlossen. Als Zugbeeinflussungssystem ist LS installiert.
Der Güterzug Pn 52690 des privaten Eisenbahnverkehrsunternehmens ODOS Cargo war von Lhotka nad Bečvou nach Ostrava unterwegs. Der Ganzzug bestand aus der elektrischen Lokomotive 383 223, einem Siemens Vectron, und 17 vierachsigen Kesselwagen des Wagenvermieters Ryko. Geladen waren 1020  Tonnen Benzol, eine giftige und leichtentzündliche Flüssigkeit. Versender war die Firma DEZA in Valašské Meziříčí, Empfänger die Firma BorsodChem MCHZ in Ostrava.
Im Bahnhof Hustopeče nad Bečvou sollte der Zug wegen einer Überholung auf das Ausweichgleis fahren und dort halten.

## Unfallhergang
Der Güterzug fuhr um 11:39 Uhr mit 95,2 km/h in den Bahnhof ein, obwohl für die Fahrt über die Abzweigweichen nur 40 km/h zugelassen und signalisiert waren. Die Lokomotive blieb dank ihres tiefen Schwerpunktes im Gleis, während die nachfolgenden Kesselwagen mehrheitlich entgleisten und umkippten. Das daraufhin auslaufende Benzol geriet sofort in Brand. Die Lokomotive rollte nach der Zugtrennung noch weiter und kam im Bahnhof unbeschädigt zum Stehen. Die beiden Lokomotivführer blieben unverletzt.

## Folgen
Die Brandbekämpfung übernahmen anfangs die Berufsfeuerwehren aus Nový Jičín und Frýdek-Místek, unterstützt von freiwilligen Feuerwehren aus Fulnek, Starý Jičín, Kopřivnice und Příbor. Zudem war der tschechische Polizeiluftdienst mit einem Hubschrauber vor Ort. Weitere Unterstützung leisteten später Feuerwehrleute aus Brünn und der Slowakei, die auch einen Löschroboter einsetzten. Insgesamt waren anfangs 40 Feuerwehreinheiten mit 160 Mann im Einsatz. Ein chemisches Labor aus Frenštát pod Radhoštěm entnahm Proben aus der Luft, dem Wasser und dem Boden. Die Luftproben waren negativ. Die Anwohner wurden mit einem Warnruf per SMS über mögliche Gefahren informiert. Sie wurden aufgefordert, die Fenster geschlossen zu halten.
Für die ausfallenden Reisezüge wurde ein Schienenersatzverkehr eingerichtet. Internationale Fernreise- und Güterzüge wurden weiträumig über Ostrava und Čadca umgeleitet.
Am Folgetag, dem 1. März war der Brand unter Kontrolle gebracht und gelöscht. Die beiden unbeschädigten Wagen am Zugschluss wurden auf der Schiene zurück zum Versender DEZA rangiert und dort entleert. Mit dem Abpumpen des in den verunfallten Wagen verbliebenen Benzols wurde begonnen. Insgesamt konnten 360 Tonnen Benzol abgepumpt werden. Um die Umfallstelle wurden 30 bis zu vier Meter tiefe Gruben ausgehoben, um kontaminiertes Grundwasser direkt am Schadensort abpumpen zu können.
Am 4. März begann die Räumung der Unfallstelle durch Mitarbeiter des staatlichen Eisenbahninfrastrukturbetreibers Správa železnic. Einige entgleiste, aber noch rollfähige Wagen wurden eingegleist und auf der Schiene abgefahren. Die Trümmer der anderen Wagen wurden vor Ort zerlegt und als Schrott entsorgt.
Mitte März wurde die zulässige Benzolkonzentration an einer Messstelle in einem nahe gelagenen Stausee um das 400-fache überschritten. Einen Monat nach dem Unfall wurde zudem Benzol im Brunnen einer Wochenendhaussiedlung nachgewiesen.
Am 27. März 2025 veröffentlichte die tschechische Regierung eine Entschließung zum Unfall und seinen Auswirkungen. Die Regierung ermächtigte den Hauptmann der Region Olomouc, unverzüglich den Notstand in der betroffenen Region auszurufen. Für die zügige Beseitigung der Unfallschäden wurden Mittel aus der Reserve des Staatshaushaltes freigegeben. Der Notstand wurde schließlich am 28. März 2025 vom Hauptmann Ladislav Okleštěk mit einer Dauer von 30 Tagen ausgerufen.
Die staatliche Infrastrukturverwaltung schloss im März 2025 mit der Firma Dekonta einen Rahmenvertrag zur Sanierung des Unfallortes mit einem Kostenrahmen von 155 Millionen Kronen. Aufgrund der Dringlichkeit durfte auf eine Auschreibung der Leistung verzichtet werden. Das kontaminierte Erdreich soll abgebaggert und entsorgt, die weitere Ausbreitung des Benzols im Grundwasser soll mit sieben Meter tief reichenden Spundwänden verhindert werden. Ein weiterer Rahmenvertrag mit Dekonta mit einem Volumen von 183 Millionen Kronen wurde am 2. Mai 2025 geschlossen.
Am 15. Juni 2025 wurde der Eisenbahnverkehr an der Unfallstelle nach der Reparatur von Gleisen und Anlagen wieder aufgenommen. Die Züge müssen den Bereich ohne Halt passieren und eine Höchstgeschwindigkeit von 50 km/h einhalten.